# Anthophora uniciliata
Anthophora uniciliata là một loài Hymenoptera trong họ Apidae. Loài này được Sichel mô tả khoa học năm 1860.